# Комароловка каєнська
Комароловка каєнська (Polioptila guianensis) — вид горобцеподібних птахів родини комароловкових (Polioptilidae).

## Поширення
Вид поширений в Південній Америці. Трапляється в Бразилії, Колумбії, Французькій Гвіані, Гаяні, Суринамі та Венесуелі. Живе під пологом дощових лісів.

## Опис
Дрібний птах, завдовжки до 11 см, вагою 5-7 г. Верхня частина тіла сіра, темніша на крилах. Нижня частина біла.

## Спосіб життя
Полює на комах і павуків.